# 白井英介
白井 英介（しらい えいすけ、1987年 - ）は、日本の実業家。株式会社フィールドマネージメント執行役員、株式会社横浜ビー・コルセアーズ代表取締役

## 経歴
埼玉県生まれ、3歳からサッカーを始め、開成高校から一浪して東京大学文学部に進学、東京大学運動会ア式蹴球部に入団。ア式蹴球部では2011年に東京大学から初のJリーグ入りを果たした久木田紳吾と同期だった。高校までは中盤の選手だったが、大学では怪我の影響などもあり、センターバック、サイドバックを中心に守備的なポジションでプレーした。2年から東京都大学サッカー連盟の学生幹事として経理を担当、連盟の技術委員としても活動した。
東京大学卒業後、2011年に楽天株式会社に新卒で入社後は人事制度設計等に従事したが、プロスポーツに関わる仕事がしたいという希望から2015年に株式会社フィールドマネージメントに転職した。同社では航空、ヘルスケア等の領域の事業戦略立案に従事する傍ら、2016年より湘南ベルマーレを始めとしたプロスポーツ領域の事業計画、マーケティング、スタジアム建設等、幅広いテーマでの経営支援に携わる。
2021年9月より神奈川県横浜市をホームタウンとしてB.LEAGUEのバスケットボールチームである横浜ビー・コルセアーズ代表取締役に就任した。

## スポーツビジネス・プロバスケットボールチームの経営に対する考え方
白井英介は横浜ビー・コルセアーズの社長就任時に3つのコミットメントを掲げている
```
*新B1参入要件の達成
 2024年度末のトップリーグ参入要項の審査に向けて、主要な要件である年間売上12億円と、平均来場者数4,000人を達成する
 
*ガバナンスの強化
 株主による経営のガバナンス機能を強化し、各種経営会議体の権限定義と設置、コーポレート機能の強化に取り組む
 
*アリーナ問題の解決
 ホームアリーナである文体の建て替え、国際プールのスペック不足の状況下で、各エリアにおける戦略を明確化し、中長期的なアリーナ戦略を策定する。

```